# 华裔毛里求斯人
毛里求斯华裔，或称华裔毛里求斯人，是指生活在毛里求斯的华人。毛里求斯华裔在毛里求斯总人口中占3%之多。

## 移民史
与岛上其他民族一样，最早来到毛里求斯的华人并非自愿，而是在18世纪40年代从苏门答腊被“拐骗”至毛里求斯的。法国海军将领德斯坦伯爵夏尔·埃克托炮制了该项计划，然而，被诱拐的华人们很快便罢工抗议。他们幸运地未被屠杀，只是被送回了苏门答腊。18世纪80年代，数千华工乘坐英、法、丹等国的船只自愿从广州移居至路易港，从事铁匠、木匠、鞋匠、裁缝等职业，并迅速在路易港形成一个小唐人街，名为中国营（法語：camp des Chinois）。即便在英国1810年占领该岛后，华人向该岛的移民亦未有衰减。仅1840-1843年间，便有3000华人合同工来到该岛。19世纪中期，该岛的华人居民达到了五千之多。
最早期移民為操广州话的广府人，但后来梅县的客家人开始占多数。和其他海外华人社区一样，客家人与广府人的对立成了普遍的社会现象。到了19世纪60年代，全岛都可见到华人开设的店铺。殖民政府的一些人认为应当禁止华人的进一步移民，但总督轩尼诗拒绝了这些限制主义者的游说，理由是华人在向社会中富裕阶层提供便宜货物上扮演着重要角色。
19世纪末至20世纪初，华人开始娶印度裔的老婆，因为岛上华人妇女稀少同时又有许多适龄印度妇女。1881年，华裔妇女只有9人，1901年，华裔妇女也只有58人。1921年的普查中，印裔妇女与华裔所生的孩子共有148人。
19世纪80年代，尽管华人移民稳步流入，但毛里求斯的华人数量却减少了。根据资料，1881年华人数量为3558人，而1891年华人数量却只有3515人。因为华商在法律上不能在毛里求斯购置土地，因此他们将在中国的亲戚带来毛里求斯，在经过数年的训练之后，这些亲戚可以在西方殖民地社会生活下去的时候，华商便准备好资本和介绍信，把他们送到附近的国家做生意。比如，1888-1898年间，约1800名华人离开路易港移往非洲大陆，主要是南非的伊丽莎白港和德班。因此到了1901年
，华人的数量减少至了3515人，其中2585人为商户。到20世纪30年代为止，华人移民持续来到路易港，但因当地经济瓶颈已吸收不下他们，他们才发现毛里求斯只是他们移民的第一站。他们后来大都去了非洲大陆（特别是南非）及马达加斯加、留尼旺、塞舌尔等地。二战后，大数量的华人移民停止了。
但是，毛里求斯华裔依然维持着他们与大中华地区的个人关系网，在20世纪80年代毛里求斯出口加工区建立之后起了极大作用。来自香港及台湾的投资者在出口加工区建立工厂，帮助毛里求斯一跃成为毛织物出口的第三大国。随着投资者们，新一波中国民工开始来到毛里求斯，他们大多与服装厂签了三年合约。

## 人口分布及职业
现在，毛里求斯华裔大多是商人，他们“实质上垄断”了零售贸易。他们是岛上第二富裕的民族，第一是法裔毛里求斯人。他们经营餐馆、零售或批发商店及进出口公司。中國餐馆对毛里求斯文化影响极大，岛上所有居民无论任何背景都有吃中餐。炒面最受欢迎。岛上所有民族、职业的居民都喜欢吃梅县起源的肉圆、烧卖、粄圆、烩丸等丸子。
一份2001年的商业杂志调查中，毛里求斯50家大企业中有10家为华人企业。

## 语言
大部分毛里求斯华裔至少是三语者：他们日常交流用语为毛里求斯克里奥尔语和法语，行政和教育中使用的英语则是他们主要的书面语言。1990年的普查中，约三分之一的毛里求斯华裔宣称他们的祖语和现用语为毛里求斯克里奥尔语。另三分之二则说他们的祖语为某种汉语方言，但在调查中只有不足四分之一的人不但认为他们祖语为汉语而且在家里使用汉语。华裔毛里求斯人中少量年轻人使用汉语，他们使用汉语主要是为了和长辈交流，特别是长辈中受教育较少故而很少接触英语及法语的人。年轻人中没有人使用汉语与他们兄弟姐妹或表兄妹交流。
在客家话社群中，他们所说的客家话在语音及词汇上已经与梅县客家话有了一定的区别。语音上与梅县客家话的差别不是特别大，出现的差别主要是由于梅县客家话的发展，如韵母的简化等，而毛里求斯客家话韵母简化的速度则大大慢于梅县客家话。另外舌根声母在细音韵前颚化的程度毛里求斯客家话则比梅县客家话高得多，如“晓”、“热”等字，梅县客家话分别读成[hiau]和[ŋiat]，而毛里求斯客家话则读为[ɕiau]（或[ʃ(i)au]）及[ȵiat]。
在词汇方面，毛里求斯客家话的一些特点是：
- 受当地语言影响，数词不用“万”、“十万”等而用“十千”、“百千”等代替。（比较东干语：（十千）[35]、（一百千）[36][37]）
- “申请”说成“问”，当是受英语、法语或毛里求斯克里奥尔语影响。如：“申请营业执照”说成“问店纸”；“要求发给入境证”说成“问字纸”等。
- 警察称“衙门鬼”，警官称“更头”。（比较东干语：（衙役）[38][39]）
- 汽车、汽油称为“电车”、“电油”。
- 汽水称“糖水”。
- “权利”称为“人情”。如：“你无权卖酒”说成“你么人情卖酒”；“要求政府许可做（某事）”说成“向政府问人情做（某事）”。
- 有一些音译词，如“符声”（法語：pourcent）、“条存”（法語：douzaine）、“新味史”（法語：chemise）、“墨”（法語：mètre）等。

## 身份认同
除了在传统文化上有着一定的纽带之外，毛里求斯华裔本身并不认同中国大陆文化，可能是由于高涨的“毛里求斯主义”（Mauritianism）和强大的毛里求斯认同感。如香港大学的Lemon Lau说，她在对华裔毛里求斯人身份认同的研究中发现，“与美国的情况相反，如果你问一个长着华人面孔的人是否华裔，他们并不会给出一个肯定的答复，而是更喜欢说他们是毛里求斯人。如果我不深入询问下去，他们便不会说他们是毛里求斯的华裔。”

## 华文学校
20世纪中叶建立了两所华文中学：
华文学校（或称新华中学或新华学校）建立于1912年11月10日，原为小学，后于1941年增设初中部。学生达1000余人，邻近的留尼汪和马达加斯加亦有华裔子弟前往就读。
中华中学由中國国民党驻模里斯党支部于1941年10月20日建立，登记学生500余人，但50年代末，学生人数缩小为300人。60年代停办。但其校友会在毛里求斯华人社会中仍有一定影响。
新华学校亦面临着生徒减少的问题，因为华裔子弟接受西式教育者日众、生源枯竭。70年代停办，仅保留一所新华周末补习班。1986年起，学生人数又逐年增加。90年代，补习班已恢复新华学校之名，并另设幼儿班。教师绝大多数为本地毛里求斯华裔，亦有个别通过中华人民共和国国务院任务办公室从中国大陆聘来。

## 媒体
截至2014年，毛里求斯仍有四家华文报纸发行。2005年一份新闻杂志亦开始发行。华文报纸都在路易港印行，但很少发送到市外。

### 华侨商报
毛里求斯最大最具影响的华文报纸。于60年代停办，合并至《中国时报》（现《华侨时报》）。

### 中华日报
1932年由《华民时报》改组而成，为国民党驻毛里求斯直属支部所办。50年代，支持北京政府的《华侨商报》与支持台北政府的《中华日报》之间的对立达到了顶峰，《中华日报》主编To Wai Man甚至还收到过死亡恐吓。

### 华侨时报
原《中国时报》，创办于1953年。其主编吴隆祥1921年生于毛里求斯，11岁时随父母回到祖籍地广东梅县，并在此读完高中。高中毕业后他成为广西大学的学生。毕业后，他与《华侨商报》签约并回到毛里求斯。1952年他再次离开毛里求斯，在印度一家华文报社工作。但《中国时报》的职位将他引诱了回来。
原报仅有4页，但后来增为全彩8页。

### 镜报
1976年创办，每周六发行。鼎盛时社员达8人。其主编黄基松于1942年成为《华侨商报》社员，时年25。18年后，该报被迫停办。他及其他报社员一干人等又创办了《新华商报》，他在该社认识了Chu Vee Tow及William Lau，他们帮他创办了《镜报》。另一编辑冯云龙1952年毕业于清华大学法语系。该报由公司承印，现由黄基松之子David运营。

### 华声报
2005年创办。其社论支持中国统一。最早本是一份华语日报，后来改为8页，增加英、法新闻各一页。内容多是转自新华社，最后一页为本地新闻。

## 文化

### 姓名
多数毛里求斯华裔使用他们男性家长或地位崇高的祖先中文全名作为他们的法定姓氏，这种方式来自于英属印度广泛使用的行政做法（例如这样的写法），这种方法来到毛里求斯之后，不仅当地印度裔使用，就连华人也被包括进去。华裔的这种做法并非毛里求斯独有，一些菲律宾华人及苏联华裔（如东干诗人亚塞尔·十娃子（Ясыр Шывазы），祖先名“十娃子”）亦以此种方式命名。

### 宗教信仰
多数毛里求斯华裔为天主教徒，这是殖民时代传教的结果。另有一些毛里求斯华裔是新教徒、佛教徒或道教徒。另外，后两者之间有一些融合，融合了佛教、道教、儒教及祖先崇拜的因素。毛里求斯华裔基督徒中，特别是老一代人，有时还保留了一些佛教传统。

### 脚注
1. ↑  , U.S. Department of State: U.S. Department of State, 2010  [2012-03-24], （原始内容存档于2016-06-15）
2. 1 2  Eriksen 1998，第81頁
3. ↑  .   [2014-09-21]. （原始内容存档于2016-06-15）.
4. 1 2  Leclerc 2007
5. 1 2  Pan 1994，第62頁
6. ↑  Eriksen 1998，第82頁
7. ↑  Pan 2004，第62頁
8. ↑  Pan 1994，第28頁
9. ↑  Pan 1994，第29頁
10. 1 2  宋 2001，第39頁
11. 1 2  Pan 1994，第61頁
12. ↑  Marina Carter, James Ng Foong Kwong. . Volume 1 of European expansion and indigenous response, v. 1. BRILL. 2009: 199  [May 17, 2014]. ISBN 9004175725. （原始内容存档于2016-04-29）.
13. ↑  Paul Younger Professor Emeritus of Religious Studies McMaster University. . Oxford University Press. 2009: 33  [May 17, 2014]. ISBN 0199741921. （原始内容存档于2016-05-07）.
14. 1 2  许 1993，第91頁
15. ↑  Huguette Ly-Tio-Fane Pineo, Edouard Lim Fat. . Éditions de l'océan Indien. 2008: 174  [May 17, 2014]. ISBN 9990305692. （原始内容存档于2016-05-29）.
16. ↑  Huguette Ly Tio Fane-Pineo. . Ed. de l'océan indien. 1985: 287  [May 17, 2014]. ISBN 9990305692. （原始内容存档于2016-04-24）.
17. ↑   (PDF): 16.   [May 17, 2014]. （原始内容 (PDF)存档于2014-05-18）.
18. ↑  Yap & Leong Man 1996，第36–37頁
19. ↑  Song & 宋，第41頁
20. ↑  Brautigam 2003，第116頁
21. ↑  Ackbarally, Nasseem, , Mail and Guardian (South Africa), 2006-11-28  [2014-09-21], （原始内容存档于2016-03-03） |year=与|date=不匹配 (帮助)
22. ↑  Eriksen 1998，第62頁
23. ↑  Eriksen 2004，第80頁
24. ↑   (PDF).   [2014-09-21]. （原始内容存档 (PDF)于2016-03-04）.
25. ↑  Eriksen 1999
26. 1 2  Eriksen 1998，第80–81頁
27. ↑  Bissoonauth & Offord 2001，第385頁
28. ↑  Bissoonauth & Offord 2001，第387頁
29. ↑  Bissoonauth & Offord 2001，第389頁
30. ↑  邵 1999，第238頁
31. ↑  黄雪贞 1995，第123頁
32. ↑  黄雪贞 1995，第267頁
33. ↑  邵 1999，第240-243頁
34. ↑  辛林.毛里求斯华人客家话的变迁.岭南文史.1992:02.p52-53.
35. ↑  ЮСУП ЯНШАНСИН 2012，第258頁
36. ↑  ЮСУП ЯНШАНСИН 2012，第125頁
37. ↑  林涛 2012，第264頁
38. ↑  林涛 2012，第243頁
39. ↑  ЮСУП ЯНШАНСИН 2012，第275頁
40. ↑  Richards 2007
41. ↑  Lau 2006
42. 1 2  , Overseas Chinese Net (People's Republic of China: Chinese Language Education Foundation),   [2008-10-27], （原始内容存档于2008-09-06）
43. ↑  , Overseas Chinese Net (People's Republic of China: Chinese Language Education Foundation),   [2008-10-27], （原始内容存档于2008-10-06）
44. 1 2 3  Zhao, Haiyan, , ChinaNews.com.cn, 2001-09-17  [2008-10-27], （原始内容存档于2012-02-18）
45. 1 2  , L'Express (Mauritius), 2008-11-13  [2009-01-11], （原始内容存档于2011-07-19）
46. 1 2 3 4  Yu, Longhui, , China Radio International, 2007-10-08  [2009-01-11], （原始内容存档于2011-09-30）
47. 1 2 3  , L'Express (Mauritius), 2006-05-02  [2009-01-11][永久]
48. 1 2  , 中国新闻网, 2001-08-22  [2014-09-21], （原始内容存档于2005-03-14）
49. ↑  , L'Express (Mauritius), 2005-02-07  [2009-01-11][永久]
50. 1 2  , 2007-04-20  [2009-01-11], （原始内容存档于2012-02-20）
51. ↑  Nyíri 2007，第42頁
52. ↑  Eriksen 1998，第82, 92頁
53. ↑  Mauritius: A New Balance of Nature Archive.today的存檔，存档日期2013-01-26 Islands

### 资料来源
- Bissoonauth, Anu; Offord, Malcolm,  (PDF), Journal of Multilingual and Multicultural Development, 2001, 22 (5)  [2008-10-27][]
- Brautigam, Deborah, , Aryeetey, Ernest; Court, Julius; Weder, Beatrice; Nissanke, Machiko  (编), , United Nations University Press: 106–128, 2003, ISBN 978-92-808-1089-9
- Eisenlohr, Patrick, , Language in Society, 2004, 33 (01): 59–80, doi:10.1017/S0047404504031033
- Eriksen, Thomas Hylland, , Berg Publishers, 1998, ISBN 978-1-85973-959-4
- Eriksen, Thomas Hylland, ,  (PDF), University of Oxford, 1999  [2009-01-10], （原始内容存档 (PDF)于2009-11-22）
- Eriksen, Thomas Hylland, , May, Stephen; Modood, Tariq; Squires, Judith  (编), , Cambridge University Press: 78–95, 2004, ISBN 978-0-521-60317-1
- Leclerc, Jacques, , , Université Laval de Québec, 2007  [2009-01-10], （原始内容存档于2009-01-20）
- Nyíri, Pál, , , Routledge, 2007, ISBN 978-0-415-44686-0
- Pan, Lynn, , Kodansha Globe, 1994, ISBN 978-1-56836-032-4
- 淑运, 宋, , 海内与海外 (中华全国归国侨华侨联合会), 2001, (7): 38–43  [2008-10-27], （原始内容存档于2009-11-05）
- Yap, Melanie; Leong Man, Dianne, , Hong Kong University Press, 1996, ISBN 978-962-209-424-6
- 慧君, 邵,  (PDF), 方言 (华南师范大学), 1999, (3): 238–244  [2008-10-27], （原始内容 (PDF)存档于2011-09-29）
- Lau, Lemon, , 香港大学, 2006  [2010-11-12], （原始内容存档于2010-04-18）
- Richards, Nigel,  (PDF), 布兰戴斯大学, 2007  [2010-11-12], （原始内容存档 (PDF)于2010-08-27）
- 永璋, 许. . 河南大学学报（社会科学版）. 1993年1月, 35 (1): 89–95.
- 黄雪贞. . 南京: 江苏教育出版社. 1995. ISBN 7-5343-2506-4.
- 林涛. . 北京: 中国社会科学出版社. 2012. ISBN 978-7-5161-1418-6.
- ЮСУП ЯНШАНСИН.  (PDF). Москва: ИПБ. 2009  [2014-09-21]. ISBN 978-5-93943-139-2. （原始内容存档 (PDF)于2014-08-22）.